# Link Click
Link Click (chino: 时光代理人, Pinyin: Shíguāng Dàilǐrén) es una serie web de animación china (donghua) producida por Studio LAN y Haoliners Animation League.
Se emitió en Bilibili y Funimation desde el 30 de abril hasta el 9 de julio de 2021. Hay 12 episodios, uno de los cuales es un episodio especial llamado 5.5. Una segunda temporada se emitió del 14 de julio al 22 de septiembre de 2023 en Bilibili. También se lanzaron varios especiales chibi.
Se anunció un nuevo arco después del final de la segunda temporada, titulado Link Click: Bridon Ar que se estrenó el 27 de diciembre de 2024.

## Sinopsis
Cheng Xiaoshi, Qiao Ling y Lu Guang dirigen Time Photo Studio, pero esto solo es una fachada ya que tanto Chang Xiaoshi como Lu Guang aceptan solicitudes de clientes para liberarlos de los arrepentimientos a través de una foto proporcionada por el cliente, Cheng Xiaoshi puede viajar en el tiempo hasta el momento en que fue tomada la foto, asumiendo la identidad del fotógrafo, en el proceso absorbe sus emociones pero no sus condiciones físicas. Al mismo tiempo, Lu Guang tiene la capacidad de realizar un seguimiento de los eventos en ese momento, ayudando a Cheng Xiaoshi a revivir las experiencias del fotógrafo. Los dos trabajan bajo las condiciones de seguir las indicaciones de Lu Guang, tienen 12 horas con solo una oportunidad de viajar al pasado y encontrar lo que su cliente está buscando. No deben hacer ningún cambio en el pasado ya que eso altera el futuro "no alteres el pasado y no preguntes el futuro"

## Personajes

### Principales
Cheng Xiaoshi (程小时?)
Voz:Su Shangqing (Chino), Emmanuel Bernal  (español latino) Marcel Navarro (castellano), Toshiyuki Toyonaga (Japonés)
El propietario de Time Photo Studio. Su habilidad es ingresar al mundo de la fotografía y poseer a una persona designada, y puede controlar todas las palabras y acciones de esa persona.
Lu Guang (陆光?)
Voz:Yang Tianxiang (Chino), Dan Frausto (español latino), Masumi Mutsuda (castellano) , Takahiro Sakurai (Japonés)
Un asociado de Time Photo Studio. Su habilidad es rastrear todo lo que sucedió en el mundo de la fotografía dentro de las 12 horas posteriores a la toma de la foto; también dirige las acciones de Cheng Xiaoshi.
Qiao Ling (乔苓?)
Voz:Li Shimeng (Chino), Montserrat Aguilar (español latino), Elena Barra (castellano) , Aoi Koga (Japonés)
Es amiga de la infancia y propietaria de Cheng Xiaoshi y también agente de Time Photo Studio.

### Secundarios
Emma / Wú Lìhuá (吴丽华?)
Voz: Zhào Yìtóng (Chino), Lili Vela (español latino)
Yu Xia (予夏?)
Voz: Qián Chēn (Chino), Angélica Villa (español latino)
Lin Zhen (林贞?)
Voz: Niè Xīyìng (Chino), María José Guerrero (español latino)
Chen Xiao (陈肖?)
Voz: Wāi Wāi (Chino)
Liu Lei (刘磊?)
Voz: Gǔ Jiāngshān (Chino)
Lu Hongbin (陆鸿斌?)
Voz: Guān Shuài (Chino)
Doudou (豆豆?)
Voz: Zǐ Zǐ (Chino)

## Media

### Animación
El donghua se lanzó en bilibili y Funimation el 30 de abril de 2021.
Tras la adquisición de Crunchyroll por parte de Sony, la serie se trasladó a Crunchyroll obteniendo la licencia de la serie fuera de Asia. La serie está dirigida por Li Haoling, el diseño de personajes original de INPLICK, el arte dirigido por Tanji Takumi, Asami Tomoya y Zhu Lipiao, la fotografía dirigida por Sanjou Yasuka y el jefe de animación dirigido por LAN.
La segunda temporada de la serie donghua se anunció al final del episodio 11. Se emitió del 14 de julio al 22 de septiembre de 2023 en Bilibili.
Un doblaje japonés de la serie se estrenó el 9 de enero de 2022 en los canales Tokyo MX y BS11.
El 1 de diciembre de 2022, Crunchyroll anunció que la serie recibió un doblaje en español latino, que se estrenó el 29 de diciembre,luego el 7 de diciembre de 2023, se anunció el doblaje de su segunda temporada, que se estrena el 14 de diciembre. El 11 de diciembre de 2022, Crunchyroll anunció que un doblaje de la serie al castellano.
Episodios:
| Temporada | Temporada | Episodios | Episodios | Emisión original    | Emisión original         | Emisión original |
| Temporada | Temporada | Episodios | Episodios | Primera emisión     | Última emisión           | Cadena           |
| --------- | --------- | --------- | --------- | ------------------- | ------------------------ | ---------------- |
|           | 1         | 11        | 11        | 30 de abril de 2021 | 9 de julio de 2021       | Bilibili         |
|           | 2         | 12        | 12        | 14 de julio de 2023 | 22 de septiembre de 2023 | Bilibili         |